# Стрейтс-Сетлментс
Стрейтс Сетлментс (малай. Negeri-negeri Selat, نݢري٢ سلت; кит.: 叻嶼呷/海峽殖民地; англ. Straits Settlements, дос. «поселення поблизу проток») — у 1826–1946 роках — колонія Великої Британії у Південно-Східній Азії.

## Історія
1786 року капітан Френсіс Лайт, який перебував на службі в мадраській фірмі «Jourdain Sullivan and de Souza» та у британській Ост-Індійській компанії, уклав за дорученням останньої угоду з султаном Кедаху, за якою Кедах поступився Ост-Індійській компанії островом Пінанг в обмін на військову допомогу Кедаху з боку Ост-Індійської компанії в разі нападу на нього Сіаму.
Пенанг став першою британською колонією в Малайї. За володіння Пенангом Ост-Індійська компанія зобов'язалась сплачувати султану Кедаху 30 тисяч іспанських доларів на рік. Лайта було призначено управляючим колонією Пенанг. 1 серпня 1786 року Лайт висадився на острові Пенанг (був на той час безлюдним та вкритим щільними джунглями) та на знак вступу у володіння островом від імені британської колонії та Ост-Індійської компанії перейменував його на острів Принца Уельського (англ. Prince of Wales Island) на честь спадкоємця престолу Великої Британії.
1800 року Ост-Індійська компанія придбала у Кедаху на умовах виплати йому 4 тисячі іспанських доларів щороку, смугу землі на Малаккському півострові навпроти острова Пінанг та започаткувала на ній Провінцію Велслі (англ. Province Wellesley), названу так на честь генерал-губернатора Британської Індії Річарда Коллі Велслі (нині — півострівна частина малайзійського штату Пінанг з назвою Себеранг Перай (англ. Seberang Perai)
28 січня 1819 року в Сінгапурі висадився експедиційний загін під командуванням Томаса Стемфорда Раффлза, губернатора британської колонії Бенкулен на західному узбережжі Суматри, який підписав із теменгунгом султанату Ріау-Джохору угоду про створення в Сінгапурі британської торгової факторії (в лютому того ж року угода була підтверджена султаном Ріау-Джохору).
За британсько-нідерландською угодою, підписаною в Лондоні 17 березня 1824 року, до Великої Британії від Нідерландів перейшла Малакка, а Нідерланди визнали право Великої Британії на Сінгапур.
1826 року всі британські володіння в Малайї (Пенанг, Малакка й Сінгапур) були об'єднані, утворивши четверте, Східне президентство Британської Індії, що отримало назву Стрейтс Сетлментс (англ. Straits Settlements — поселення на протоках, малась на увазі Малаккська протока). 1830 року Східне президентство було ліквідовано і Стрейтс Сетлментс стали президентством британської Бенгалії.
1832 року до Маллаки була приєднана територія завойованого сусіднього з нею мінангкабауського князівства Нанінг і того ж року адміністративний центр Стрейтс Сетлментс було перенесено з Джорджтауна до Сінгапура.
1851 року Стрейтс Сетлментс перейшли під безпосереднє управління генерал-губернатора Британської Індії.
1 квітня 1867 року Стрейтс Сетлментс були виведені з підпорядкування генерал-губернатора Британської Індії під управління Міністерства колоній (англ. Colonial Office) та отримали статус окремої коронної колонії Великої Британії, до складу якої були також включені Кокосові (Кілінг) острови й острів Різдва.
За британсько-перакською угодою, підписаною 20 січня 1874 року на острові Пангкор, під управління Стрейтс Сетлментс були передані території, що раніше належали Пераку, й острови Діндінгс, включаючи острів Пангкор.
Губернатор Стрейтс Сетлментс як генеральний резидент очолював адміністрацію Федерованих малайських держав, створених 1 липня 1896 року та включавших Негрі-Сембілан, Паханг, Перак і Селангор. З 1909 року губернатор Стрейтс Сетлментс був верховним комісаром Федерованих малайських держав, президентом їхньої Федеральної ради, а також був верховним комісаром для британських протекторатів — Британського Північного Борнео, Брунею та Сараваку.
Острів Лабуан 30 жовтня 1906 року було виведено з-під управління Компанії Британського Північного Борнео та включено до складу Стрейтс Сетлментс, у складі яких 1907 року віднесено до відомства лейтенант-губернатора поселення Сінгапур. 1912 року Лабуан став окремою коронною колонією за межами Стрейтс Сетлментс.
У грудні 1941 — лютому 1942 року всі поселення Стрейтс Сетлментс були захоплені й окуповані військами Японії та разом з рештою частини Малайї (за винятком Кедаху, Келантану, Перлісу й Тренгану, переданих Японією 1943 року Таїланду) керувались японською військовою адміністрацією із центром в Сінгапурі.
Після капітуляції Японії в Малайї на початку вересня 1945 року висадились британські війська й була створена Британська військова адміністрація, яка діяла до 31 березня 1946 року. При цьому органи управління коронної колонії Стрейтс Сетлментс, Федерованих малайських держав, державні ради й уряди всіх малайських держав не відновлювались.
1 квітня 1946 року була створена британська коронна колонія Малайський Союз, до складу якої були включені Малакка, Пенанг (з Провінцією Велслі, територія та острови Дінгдінгс були повернені Пераку) та всі дев'ять малайських держав Малаккського півострова. Сінгапур з Кокосовими (Кілінг) островами та островом Різдва було виділено в окрему коронну колонію.
Нині територія Стрейтс Сетлментс (за винятком Сінгапуру, Кокосових островів та острова Різдва) входить до складу Малайзії

## Офіційні символи
На першій печатці Стрейтс Сетлментс, що з'явилась 13 листопада 1867 року після отримання статусу коронної колонії та перепідпорядкування Міністерству колоній, було зображено королівський герб із трьома малими щитками: один з вежею та левом (Сінгапур), другий — із зображенням дерева бетель (Пенанг), і третій — з зображенням гілки масличної пальми (Малакка). Ці герби не були затверджені офіційно.
Прапором адміністрації Стрейтс Сетлментс на суші, як і у всіх решті британських колоніях був прапор Великої Британії.
В середині 1870-их років з'явилась відзнака {англ. badge) Стрейтс Сетлментс, яка зображувалась у білому колі, оточеному лавровим вінцем, в центрі прапора Великої Британії, що складало прапор генерал-губернатора Стрейтс Сетлементс, і в білому колі, нашитому у вільній частині британського службового кормового синього прапора (англ. Blue Ensign), який несли на морі й на річках судна й катери адміністрації Стрейтс Сетлментс (на суші цей прапор не використовувався).
Знак {англ. badge) був розташованим горизонтально червоним ромбом з білим перевернутим вилоподібним хрестом, на якому були розміщені зображення трьох золотих корон (до 1904 року — вікторіанського виду, потім — імперські), які символізували три британських сетлменти — Сінгапур, Пенанг і Малакку.
25 березня 1911 року указом короля Великої Британії та Ірландії Едуарда VII колонії Стрейтс Сетлментс було надано герб: щит розбитий на чотири чверті. Перша чверть червлена із зображенням вежі, на зубцях якої йшов золотий лев (для Сінгапуру). Друга чверть срібна із зображенням на пагорбі бетелевої (арекової) пальми натуральних квітів (для Пенангу). Третя чверть також срібна із зображенням гілки масличного дерева круїнг натуральних квітів (для Малакки). Четверта чверть лазурова з морськими хвилями в основі, над якими зображено сонце, що сходить над горами й парусне судно, яке під усіма парусами йде ліворуч, все натуральних кольорів (для Лабуана).
Нашоломник — половина повсталого лева, що повернув голову і тримає в лапах лазуровий штандарт із зображенням трьох золотих імперських корон.
У 1925–1941 роках на судах і катерах адміністрації колонії використовувались на морі та річках кормові сині службові прапори без білого кола, на яких знак було нашито безпосередньо на синю тканину